# Verchňaja Salda
Verchňaja Salda (rusky Верхняя Салда) je město ve Sverdlovské oblasti v Ruské federaci. Při sčítání lidu v roce 2010 měla přes šestačtyřicet tisíc obyvatel.

## Poloha a doprava
Verchňaja Salda leží na řece Saldě, přítoku Tagilu v povodí Obu, na které je ve městě vybudována Verchněsaldovská přehrada. Od Jekatěrinburgu, správního střediska oblasti, je Verchňaja Salda vzdálena zhruba 150 kilometrů severně, nejbližší jiné město v okolí je Nižnij Tagil zhruba pětatřicet kilometrů východně.
Od roku 1912 vede přes město železniční trať z Nižního Tagilu do Alapajevska.

## Dějiny
Verchňaja Salda vznikla v roce 1778 se stavbou zdejších hutí. Od 25. února 1929 byla sídlem městského typu a od 24. prosince 1938 je městem.